# Tomoya Takahata
Tomoya Takahata (født 2. december 1994) er en japansk fodboldspiller, som spiller for den japanske fodboldklub SC Sagamihara.